# Ołeksandr Oksanczenko
Ołeksandr Jakowycz Oksanczenko ps. „Szary Wilk” (ukr. Олександр Якович Оксанченко; ur. 26 kwietnia 1968 we wsi Małomychajliwka koło Pokrowśkego, zm. 25 lutego 2022 w Kijowie) – ukraiński pilot 831 Brygady Lotnictwa Taktycznego, pułkownik, Bohater Ukrainy.
Ukończył Wyższą Szkołę Lotnictwa Wojskowego w Charkowie. Przeszedł karierę wojskową od pilota instruktora do zastępcy dowódcy jednostki wojskowej ds. szkolenia lotniczego. Uzyskał stopień pułkownika. W 2018 Oksanczenko opuścił czynną służbę i dołączył do rezerwy. Na myśliwcach wylatał ponad 2 tys. godzin. Był również uznanym pilotem pokazowym. W latach 2013–2018 był pilotem pokazowym Flankera – Sił Powietrznych Ukrainy. Był również doradcą i trenerem Flanker Solo Display Team. Swoje umiejętności prezentował między innymi podczas Radom Air Show w 2017, pilotując Su-27.
Brał udział w obronie Ukrainy podczas rosyjskiej inwazji w 2022 roku. Zginął zestrzelony przez rosyjski system przeciwlotniczy S-400 Triumf w okolicach Kijowa, kiedy rozpraszał rosyjskie samoloty.

## Odznaczenia
- Bohater Ukrainy (pośmiertnie, 2022)[1]
- Order Daniela Halickiego[7].